# Jean-Gustave Courcelle-Seneuil
Pour les articles homonymes, voir Courcelle.
Jean-Gustave Courcelle-Seneuil, né à Seneuil, hameau de la commune de Vanxains en Dordogne, le 22 décembre 1813 et mort à Paris le 29 juin 1892, est un économiste français de l'école libérale.
Il est le cocréateur du terme ergonomie.

## Biographie

### Jeunesse et études
Il fait ses études au collège royal de Poitiers, puis il poursuit des études de droit à Paris.

### Parcours professionnel
Il devient avocat en 1835. Il se lance ensuite dans les affaires en Dordogne, puis revient dans la capitale, où il est rédacteur en chef du Journal des économistes. 
Après le coup d'État du 2 décembre 1851, il se rend en Amérique latine, où il est professeur d’économie politique à l'université de Santiago du Chili de 1852 à 1862. Il y devient consultant du ministère des Finances. 
Il retourne en France en 1863. 
Nommé conseiller d’État en 1879, il est maître de conférences d'économie politique à l'École normale supérieure de la rue d'Ulm de 1881 à 1883. Il est élu membre de l'Académie des sciences morales et politiques en 1882.
Son Manuel des affaires, dont la première édition date de 1855, est considéré comme le premier traité pratique de gestion des entreprises. Son principal disciple fut l'économiste André Liesse (1854-1944), professeur au CNAM et premier directeur de l'ancêtre de l'INTEC, l'Institut de technique comptable.

## Principales publications
- Lettres à Édouard sur les révolutions (1834)
- Le Crédit et la banque, étude sur les réformes à introduire dans l'organisation de la Banque de France et des banques départementales, contenant un exposé de la constitution des banques américaines, écossaises, anglaises et françaises (1840)
- Traité théorique et pratique des opérations de banque (1853). Réédition : Adamant Media Corporation, 2002.
- Traité théorique et pratique des entreprises industrielles, commerciales et agricoles, ou Manuel des affaires (1855)
- Traité théorique et pratique d'économie politique (2 volumes, 1858)
- Études sur la science sociale (1862)
- Leçons élémentaires d'économie politique (1864)
- Traité sommaire d'économie politique (1865)
- La Banque libre, exposé des fonctions du commerce de banque et de son application à l'agriculture, suivi de divers écrits de controverse sur la liberté des banques (1867)
- Liberté et socialisme, ou Discussion des principes de l'organisation du travail industriel (1868)
- Traité élémentaire de comptabilité (1869)
- L'Héritage de la Révolution. Questions constitutionnelles (1872)
- Précis de morale rationnelle (1875)
- Protection et libre échange (1879)[1]
- Préparation à l'étude du droit, étude des principes (1887)[2]
- La Société moderne, études morales et politiques (1892)
- Conduite de la vie civilisée (1895)

Traductions de l'anglais
- (Avec Hippolyte Dussard) : Principes d'économie politique de John Stuart Mill (1861)
- L'ancien droit considéré dans ses rapports avec l'histoire de la société primitive et avec les idées modernes de Henry Sumner Maine (1874)
- Des Devoirs respectifs des classes de la société de William Graham Sumner (1884)
- Richesse des nations d'Adam Smith (1888)[3]